# 正法院 (久喜市)
正法院（しょうぼういん）は、埼玉県久喜市にある真言宗智山派の寺院。

## 歴史
1455年（康正元年）、円俊によって開山された。そして当地の領主鳩谷氏の菩提寺となった。その後の徳川家康の関東移封の際、当地は家臣の内藤正成の所領となり、正成の帰依を受けている。
1802年（享和2年）、信者より大般若経600巻が奉納された。

## 文化財
- 木造十一面観音立像（久喜市指定文化財 平成10年2月20日指定）[2]

## 交通アクセス
- 路線バス下栢間停留所より徒歩3分。